# Newcastle Jets FC
A Newcastle United Jets FC egy 2000-ben alapított ausztrál labdarúgócsapat, melynek székhelye Új-Dél-Wales államban, Newcastle városában található és az ország legmagasabb osztályában az A-League-ben szerepel. A Newcastle Jets egyike azoknak a kluboknak, akik túlélték a már megszűnt NSL bajnokságot. A klub hazai mérkőzéseit a Hunter Stadiumban játssza, amely 33 000 fő befogadására képes.

## Jelenlegi keret
| #  |     | Poszt | Név                                           |
| -- | --- | ----- | --------------------------------------------- |
| 1  | AUS | K     | Mark Birighitti                               |
| 2  | AUS | V     | Scott Neville                                 |
| 3  | AUS | V     | Taylor Regan                                  |
| 4  | NED | V     | Kew Jaliens                                   |
| 5  | AUS | KP    | Ben Kantarovski                               |
| 6  | AUS | V     | Adrian Madaschi                               |
| 7  | ARG | CS    | Jerónimo Neumann                              |
| 8  | AUS | KP    | Nick Ward                                     |
| 9  | AUS | CS    | Joel Griffiths                                |
| 10 | ARG | KP    | Marcos Flores                                 |
| 11 | AUS | V     | Craig Goodwin                                 |
| 12 | AUS | V     | Sam Gallagher                                 |
| 13 | ECU | CS    | Edson Montaño (kölcsönben a Barcelona SC-től) |

| #  |     | Poszt | Név               |
| -- | --- | ----- | ----------------- |
| 14 | AUS | KP    | Josh Barresi      |
| 15 | AUS | V     | Andrew Hoole      |
| 16 | AUS | KP    | Jacob Pepper      |
| 17 | AUS | CS    | James Virgili     |
| 18 | AUS | KP    | Mitchell Oxborrow |
| 19 | AUS | KP    | Mitch Cooper      |
| 20 | AUS | K     | Ben Kennedy       |
| 21 | AUS | V     | Sam Gallaway      |
| 22 | NIR | KP    | Jonny Steele      |
| 23 | AUS | KP    | David Carney      |
| 25 | AUS | CS    | Brandon Lundy     |
| 30 | AUS | K     | John Solari       |

## Sikerei
- A-League rájátszás: 1

2008

## Menedzserek
- Ian Crook (2001–04)
- Richard Money (2005)
- Nick Theodorakopoulos (2006)
- Gary van Egmond (2006–09)
- Branko Čulina (2009–11)
- Craig Deans (megbízott) (2011)
- Gary van Egmond (2011–14)
- Clayton Zane (megbízott) (2014)
- Phil Stubbins (2014–)

## Csapatkapitányok
| Név             | Évek      |
| --------------- | --------- |
| Ned Zelić       | 2005–2006 |
| Paul Okon       | 2006–07   |
| Jade North      | 2007–08   |
| Matt Thompson   | 2009–10   |
| Michael Bridges | 2010–11   |
| Jobe Wheelhouse | 2011–13   |
| Ruben Zadkovich | 2013–14   |